# Veddum Station
Veddum Station i Veddum var en jernbanestation på Aalborg-Hadsund Jernbane (1900-69). Fra starten var den kun billetsalgssted, altså et trinbræt med en ekspeditrice til at hejse signalet og sælge billetter. Gods og post skulle ekspederes i Skelund. Borgerne samlede underskrifter og lagde stort pres på baneselskabet, men først efter at gårdejer Kr. Knudsen tilbød jorden gratis, blev der i 1905 anlagt en rigtig station med vigespor og veje til kreatur- og grisefolde og til foderstofforretningen. Der blev samtidig indrettet brevsamlingssted og ansat en stationsmester.
Overfor stationen blev der bygget et afholdshotel på Veddum Hovedgade 68.
De sidste år inden banens nedlæggelse blev stationen igen nednormeret til ekspeditricestation. Efter nedlæggelsen blev stationsbygningen først udlejet og siden solgt som privat bolig. Den er bevaret på Veddum Hovedgade 70. Det velbevarede varehus var i en årrække udlejet til købmanden og fungerede som grovvarelager.